# Jean-Baptiste Marc Bourgery
Jean-Baptiste Marc Bourgery, né à Orléans le 19 mai 1797 et mort à Paris en juin 1849, est un médecin et anatomiste français. Il consacra toute sa carrière à la recherche en anatomie, mais ne parvint jamais à une reconnaissance officielle de son travail, qui fut parfois utilisé sans être cité. Plusieurs de ses candidatures à des places prestigieuses resteront vaines malgré les éloges de ses pairs comme Mathieu Orfila, François Magendie, Cuvier ou Étienne Geoffroy Saint-Hilaire.

## Biographie
Il entre à l’École de médecine de Paris dès 1811. Il aurait assisté aux cours de Lamarck au Muséum d'histoire naturelle. Il est reçu élève externe des hôpitaux en novembre 1815 et obtient, l'année suivante, le titre sur concours d'élève interne de l'Hôtel-Dieu de Paris. En 1817 et 1818, il reçoit les prix de l’École pratique de la faculté de médecine de Paris puis, en 1819, la médaille d'or des hôpitaux de Paris. À la fin de son internat, pendant lequel il suit l'enseignement de Laennec, il est employé comme officier de santé aux fonderies de cuivre de Romilly-sur-Andelle près de Rouen. Il s'initie alors à l'analyse chimique des métaux et fonde, dans ce même établissement, une fabrique de sulfate de cuivre.
De retour à Paris en 1827 à l'invitation du professeur Pierre-Augustin Béclard, il est reçu docteur en médecine avec trois années d'avance ! Sa thèse, soutenue le 27 août, porte sur « l'emploi des ligatures circulaires des membres dans la plupart des maladies périodiques ». Elle est dédiée à son maître, Guillaume Dupuytren. Elle sera rapidement publiée comme un mémoire original sous forme augmentée dans le Journal des progrès et sous forme d'extraits dans les Archives générales de médecine. En 1828, il publiera un Traité de petite chirurgie, plusieurs fois réédité, et qui sera traduit en anglais en 1834, en allemand en 1836 et en arabe (publié au Caire en 1843).

## L'opus magnum: leTraité de l'anatomie de l'homme

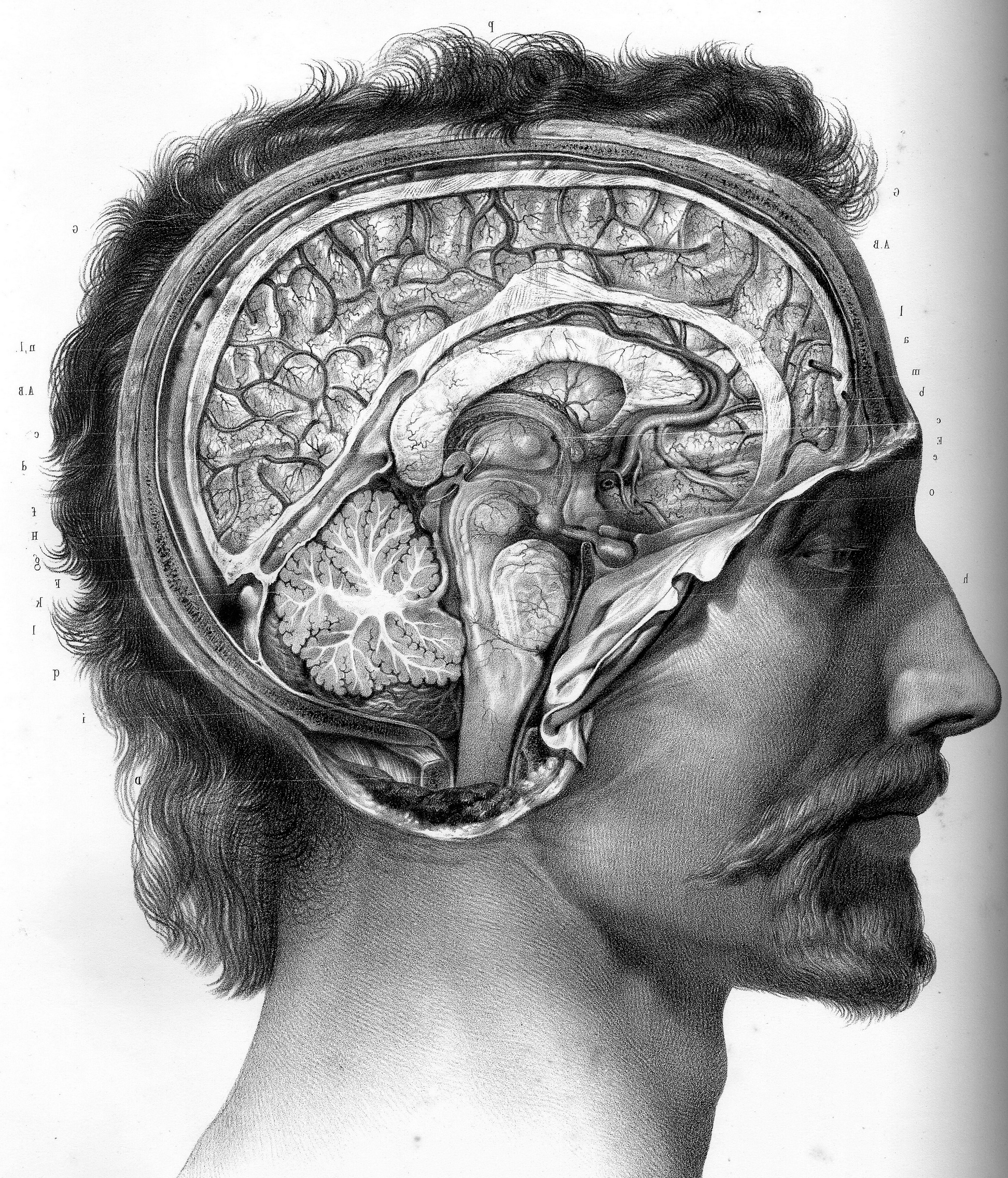
Coupe sagittale médiane du cerveau, dite de Charcot, dans le Traité complet de l'anatomie de l'homme de Bourgery et Jacob

Grâce à l'appui philanthropique du baron Benjamin Delessert, il entreprend en 1829 la publication de son œuvre maîtresse : le Traité complet de l'anatomie de l'homme, qui occupera les quinze années restantes de sa vie. Cet ouvrage monumental, qualifié de « magnifique » par la Société des beaux-arts de Paris, «beau livre», «unique en [son] genre», « d'une grande vérité de détail [et] chef-d’œuvre d'exécution pour l'exactitude ») - illustré de 725 planches lithographiées par Nicolas Henri Jacob, élève de David - est un in-folio en seize tomes, huit volumes de texte en 2108 pages, et huit volumes de planches pour 3750 figures individuelles, qui fera l'objet de quatre-vingts livraisons échelonnées de 1831 à 1854, le dernier tome ayant été publié à titre posthume. Georges Cuvier, auquel il soumit le plan de son ouvrage en 1829, en fit l'éloge dès le premier tome paru, devant l'Institut dans sa séance du 12 mars 1832,,,. Jules Michelet reconnut l'excellence de l'iconographie « en voyant la peinture exacte de la matrice après l'accouchement ». Un Abrégé de cet ouvrage fut également publié en vingt livraisons.
« Qu'il nous suffise de dire ici que l'ouvrage de M. Bourgery est un des plus beaux dont se glorifiera notre siècle. À tous les faits que pouvaient lui révéler les connaissances historiques les plus approfondies, l'auteur y joint des découvertes qui lui sont propres; et il a eu le talent de ramener l'attention des anatomistes sur des particularités entrevues par d'anciens auteurs, mais oubliées, ou même rejetées, par des observateurs moins attentifs que lui. ».
Il entretint des liens d'amitié avec Claude Bernard, lequel publia de 1867 à 1871, à titre posthume et sous leurs deux signatures, un volume annexe au tome VII consacré à la médecine opératoire. Ludovic Hirschfeld fut son collaborateur et son prosecteur pour son grand ouvrage d'anatomie.

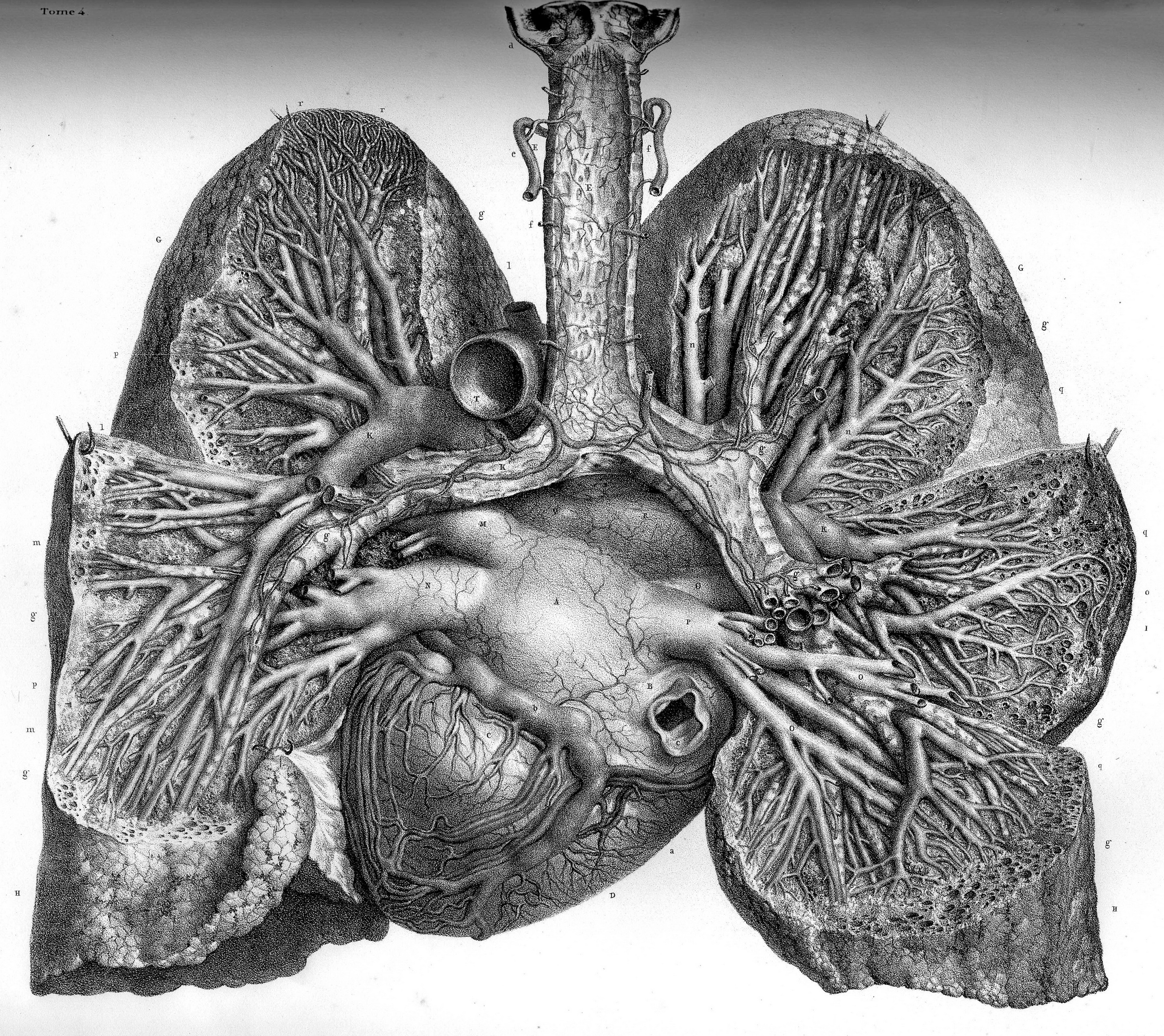
Le « bloc cœur poumon » dans le Traité complet de l'anatomie de l'homme de Bourgery et Jacob

Il publie, parallèlement à son ouvrage magistral, diverses monographies :
- Les Annexes du fœtus et leur développement : Thèse présentée et soutenue le 13 février 1846, au concours pour une chaire d'anatomie vacante à la faculté de médecine de Paris, Renouard imp., Paris, 1846.
- Mémoire sur la coordination de l'appareil nerveux de la langue, E. Thunot, Paris, 1848.

Il présente à l'Académie des sciences plusieurs mémoires sur « la structure intime des poumons, de la rate, du cœur, du tissu osseux, de la glande thyroïde, etc., sur la respiration, avec des planches d'anatomie microscopique ». En 1844, il fait paraître « un exposé de l'anatomie et de la physiologie du système nerveux ».
Il étudia les volumes contenus dans les poumons sur soixante-dix personnes, dont cinquante hommes, chez qui il établit les bases de ce qui deviendra l’exploration fonctionnelle respiratoire,. Ces travaux furent présentés à l’Académie des sciences le 23 janvier 1843.
Il aura de nombreux collaborateurs et au premier chef, Nicolas Henri Jacob qui poursuivra l'édition du traité d'anatomie.
Il meurt du choléra à Passy, en juin 1849, à l'âge de 52 ans. Peu de temps avant sa mort, il avait, épousé la veuve du docteur Félix Thibert dont il dirigeait le Musée d'anatomie imitative, rue du Montparnasse. Il aurait participé à la réalisation de certaines de ses pièces en carton-pâte représentant diverses lésions viscérales,.
Il écrira dans le huitième volume de son traité :
« Aujourd'hui, après vingt ans, je ne suis rien et je n'attends plus rien. J'en ai fini de cette révélation singulière: c'est le cri de vingt ans d'oppression qui m'échappe. Aussi je donne mon exemple à fuir, s'il se trouvait quelque imprudent prêt à se laisser séduire, comme je l'ai fait, par un amour inconsidéré de la science. Au moins, il apprendra de moi que l'ouvrage consciencieux ne mène à rien. Qu'on me pardonne cette plainte, c'est la première, ce sera aussi la dernière. » (pp. II-III).
Joseph-Auguste Fort (1835-1920) dans Anatomie descriptive et dissection (page 987), publié en 1902 : «J'en dirais autant de l'Atlas monumental, si bien fait et antérieur aux précédents, de Bourgery et Jacob, dans lequel on trouve toujours quelque chose de nouveau. Bourgery, excellent anatomiste, a passé sa vie à la confection de cet atlas, et il n'en a retiré ni bénéfice ni compensation.»

## Éponymie
La nomenclature anatomique garde les éponymes, suivants :
- Le quadrilatère de Bourgery
- Le ligament de Bourgery.
- La bandelette ischiatique de Bourgery.
- Les artères vulvaires de Bourgery.
- Les veines pulmonaires de Bourgery.

Il est l'inventeur du tourniquet ou compresseur dit de Bourgery, permettant de comprimer les artères sous-clavières.

## Œuvres et publications

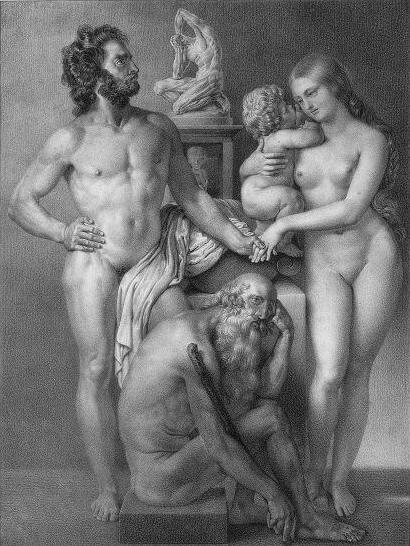
Frontispice du Traité complet de l'anatomie humaine de Bourgery, dessiné par Nicolas Henri Jacob

- Quelques faits sur l'emploi des ligatures circulaires des membres dans les plupart des maladies périodiques, Thèse présentée et soutenue le 27 août 1827, pour obtenir le grade de Docteur en médecine, Didot Le Jeune imp., Paris, 1827. Texte intégral,Lien permanent.
- Traité de petite chirurgie, Etablissement encyclographique (Bruxelles), 1829, Texte intégral et Rouen frères (Paris), 1829, Texte intégral.
- Traité complet de l'anatomie de l'homme comprenant la médecine opératoire, avec planches lithographiées d'après nature par Nicolas Henri Jacob, Paris, C.-B. Lefranc, 8 vol., 1831-1854, Les 473 planches de l'ouvrage lire en ligne sur GallicaContient : I-V. Anatomie descriptive ou physiologique. VI-VII. Iconographie d'anatomie chirurgicale et de médecine opératoire. VIII. Embryogénie, anatomie philosophique et anatomie microscopique
- Traité de petite chirurgie, Germer Baillière(Paris), 1835, Texte intégral.
- Anatomie élémentaire en 20 planches, avec un texte explicatif à part, formant un manuel complet d'anatomie physiologique, Crochard (Paris), 20 fasc. en 1 vol., 1836-1839.
- Atlas of Human Anatomy and Surgery/Atlas d'anatomie humaine et de chirurgie, avec N.-H. Jacob[30], commenté par J.-M. Le Minor et N.-H. Sick., Éditions Taschen, Cologne/Londres/Paris, 2005, 714 p., réédition trilingue (français, anglais, allemand).
- Anatomie élémentaire en 20 planches format Grand Colombier...formant un manuel complet d'anatomie physiologique - Texte explicatif, Société encyclopédique des Sciences Médicales, Bruxelles, 1843, 1 vol., 20 p., Texte intégral.
- Anatomie microscopique de la rate dans l'homme et les mammifères, Librairie anatomique, Paris, 1843 Texte intégral, lire en ligne sur Gallica.
- Fonction des poumons, Séance du 23 janvier 1843 de l'Académie Royale des Sciences, in : Archives Générales de Médecine, 1843, quatrième série, tome 1, p. 375-7.
- Les Annexes du fœtus et leur développement, Renouard imp., Paris, 1846.
- Mémoire sur la coordination de l'appareil nerveux de la langue, E. Thunot, Paris, 1848.

## Titres, prix et distinctions
- Médaille d'or des Hôpitaux de Paris, 1819.
- Docteur en médecine, 1827.
- Candidat pour la chaire d'Anatomie de l'homme vacante au Muséum d'Histoire naturelle[31],[32], 1832.
- Chevalier de la Légion d'honneur, 1838.
- Prix Monthyon (avec Nicolas Henri Jacob), 1843.
- Candidat[33] pour le fauteuil vacant à l'Académie des sciences, à la mort de M.Dominique-Jean Larrey, 1843.
- Récompense de l'Académie des sciences de 5000 francs à MM. Bourgery et Jacob pour leur Iconographie d’anatomie chirurgicale et de médecine opératoire[34], 1844.
- Récompense de l'Académie des sciences (à titre posthume) de 2000 francs pour le Traité de l'anatomie de l'homme(avec Jacob)[35], 1852.